# 레몬 트리 (영화)
《레몬 트리》(Etz Limon, Lemon Tree)는 프랑스에서 제작된 에란 리클리스 감독의 2008년 드라마 영화이다. 히암 압바스 등이 주연으로 출연하였고 에란 리클리스 등이 제작에 참여하였다.

## 출연

### 주연
- 히암 압바스
- 알리 슐리만
- 도론 타보리
- 로나 리파즈 미셸

### 조연
- 아모스 라비
- 자밀 코우리
- 마크람 코우리

## 기타
- 공동제작: 안톤 드 클레몽-토네르
- 공동제작: 마이클 엑켈트
- 공동제작: 벳티나 브로켐퍼
- 미술: 미구엘 마킨
- 의상: 로나 도론
- 배역: 야엘 아비브

## 같이 보기
- 이스라엘 요르단강 서안 지구 분리 장벽